# فریتیوف آندرشن
فریتیوف آندرشن (فنلاندی: Frithjof Andersen; ۵ آوریل ۱۸۹۳ – ۲۴ ژوئیهٔ ۱۹۷۵) کشتی‌گیر اهل نروژ بود.